# Take That: The Ultimate Tour
Take That: The Ultimate Tour è un DVD dei Take That pubblicato nel 2006.

## Descrizione
Il DVD documenta i concerti tenuti dalla band britannica il 17 e il 18 giugno 2006 all'Etihad Stadium di Manchester durante l'Ultimate Tour 2006, per festeggiare la reunion della band dopo un silenzio durato 9 anni. 
Oltre alla versione DVD vi è anche la versione Blu-ray e un'edizione limitata con un disco audio contenente 7 tracce dello stesso concerto.

## Tracce

### DVD
1. Once You've Tasted Love
2. Pray
3. Today I Lost You
4. Why Can't I Wake Up with You
5. It Only Takes A Minute
6. Babe
7. Everything Changes
8. A Million Love Songs
9. Beatles Medley: 
  - I Want to Hold Your Hand
  - A Hard Day's Night
  - She Loves You
  - I Feel Fine
  - Get Back
  - Hey Jude
10. How Deep Is Your Love
11. Love Ain't Here Anymore
12. Apache 2006
13. Relight My Fire
14. Let It Rain
15. Back for Good
16. Could It Be Magic
17. Never Forget

### CD (edizione limitata)
1. Pray
2. Babe
3. Everything Changes
4. A Million Love Songs
5. Back For Good
6. Could It Be Magic
7. Never Forget